# Dallas (Wisconsin)
Dallas es una villa ubicada en el condado de Barron en el estado estadounidense de Wisconsin. En el Censo de 2010 tenía una población de 409 habitantes y una densidad poblacional de 106,05 personas por km².

## Geografía
Dallas se encuentra ubicada en las coordenadas 45°15′29″N 91°48′53″O / 45.25806, -91.81472. Según la Oficina del Censo de los Estados Unidos, Dallas tiene una superficie total de 3.86 km², de la cual 3.76 km² corresponden a tierra firme y (2.55%) 0.1 km² es agua.

## Demografía
Según el censo de 2010, había 409 personas residiendo en Dallas. La densidad de población era de 106,05 hab./km². De los 409 habitantes, Dallas estaba compuesto por el 97.31% blancos, el 0% eran afroamericanos, el 0.24% eran amerindios, el 0.98% eran asiáticos, el 0% eran isleños del Pacífico, el 0.73% eran de otras razas y el 0.73% pertenecían a dos o más razas. Del total de la población el 1.96% eran hispanos o latinos de cualquier raza.